# 莉昂丽·亚历山德拉·迈纳基
莉昂丽·亚历山德拉·迈纳基（1996年9月14日—），印尼女子羽毛球運動員。

## 簡歷
2016年8月，莉昂丽·亚历山德拉·迈纳基出戰新加坡羽毛球國際系列賽，打進女子單打比賽準決賽。
2017年8月，莉昂丽參加蘇格蘭格拉斯哥舉行的世界羽毛球錦標賽，出戰女子單打項目。她在首圈以2-0擊敗毛里裘斯選手凯特·甫·库内晉級，但在第二圈就以0比2（13-21、9-21）不敵5號種子、中國的孙瑜出局。

## 主要比賽成績
只列出曾進入準決賽的國際賽事成績：
| 年份   | 賽事                   | 公開賽級別 | 項目     | 拍檔 | 成績   |
| ------ | ---------------------- | ---------- | -------- | ---- | ------ |
| 2016年 | 新加坡羽毛球國際系列賽 | 國際系列賽 | 女子單打 | －   | 準決賽 |

| 2007-2017年 | 首要超級賽 | 超級賽 | 黃金大獎賽 | 大獎賽 | 國際挑戰賽 | 國際系列賽 | 未來系列賽 | 其他 |

| 2018-2026年 | 總決賽 | 超級1000賽 | 超級750賽 | 超級500賽 | 超級300賽 | 超級100賽 | 國際挑戰賽 | 國際系列賽 | 未來系列賽 | 其他 |

### 奧運會和世錦賽參賽紀錄
|          | 2017 |
| -------- | ---- |
| 女子單打 | 32強 |